# Лусі Ал
Лусі Ал (англ. Lucie Ahl; нар. 23 липня 1974) — колишня британська тенісистка.
Найвищу одиночну позицію світового рейтингу — 161 місце досягла 1 квітня 2002, парну — 213 місце — 3 лютого 1997 року.
Здобула 9 одиночних та 6 парних титулів туру ITF.
Найвищим досягненням на турнірах Великого шолома було 2 коло в одиночному розряді.
Завершила кар'єру 2003 року.

## Фінали ITF

### Одиночний розряд (9–7)
| Фінали за категорією   |
| турніри $100,000 (0/0) |
| турніри $75,000 (0/0)  |
| турніри $50,000 (0/0)  |
| турніри $25,000 (5/1)  |
| турніри $10,000 (4/6)  |

| Фінали за покриттям |
| Тверде (3/0)        |
| Ґрунт (0/2)         |
| Трава (3/3)         |
| Килим (3/0)         |

| Результат | Дата            | Категорія   | Турнір                            | Покриття   | Суперниця                | Рахунок       |
| --------- | --------------- | ----------- | --------------------------------- | ---------- | ------------------------ | ------------- |
| Перемога  | 5 липня 1993    | ITF $10,000 | Фрінтон, Велика Британія          | Трава      | Жулі Пуллен              | 6–1, 3–6, 6–1 |
| Поразка   | 3 жовтня 1994   | ITF $10,000 | Ноттінгем, Велика Британія        | Килим      | Анн-Гель Сідо            | 4–6, 2–6      |
| Поразка   | 6 лютого 1995   | ITF $10,000 | Шеффілд, Велика Британія          | Тверде     | Ольга Іванова            | 3–6, 4–6      |
| Перемога  | 11 серпня 1996  | ITF $10,000 | Саутсі, Велика Британія           | Трава      | Сінді Вотсон             | 6–3, 6–3      |
| Перемога  | 29 вересня 1996 | ITF $10,000 | Телфорд (Англія), Велика Британія | Тверде (i) | Жулі Пуллен              | 6–3, 6–7, 6–3 |
| Поразка   | 25 березня 1997 | ITF $10,000 | Воррнамбул, Австралія             | Трава      | Ширлі-Енн Сіддалл        | 3–6, 3–6      |
| Поразка   | 4 травня 1997   | ITF $10,000 | Гатфілд, Велика Британія          | Ґрунт      | Ширлі-Енн Сіддалл        | 2–6, 0–6      |
| Поразка   | 25 квітня 1998  | ITF $10,000 | Борнмут, Велика Британія          | Ґрунт      | Джоан Ворд               | 6–7, 4–6      |
| Поразка   | 11 липня 1998   | ITF $10,000 | Філікстоу, Велика Британія        | Трава      | Марезе Жубер             | 5–7, 3–6      |
| Перемога  | 18 липня 1998   | ITF $10,000 | Фрінтон, Велика Британія          | Трава      | Ліза Макші               | W/O           |
| Перемога  | 26 липня 1998   | ITF $25,000 | Дублін, Ірландія                  | Килим      | Петра Мандула            | 7–6, 6–3      |
| Перемога  | 18 квітня 1999  | ITF $25,000 | Кань-сюр-Мер, Франція             | Тверде     | Віржіні Раззано          | 4–6, 7–5, 6–2 |
| Перемога  | 25 липня 1999   | ITF $25,000 | Дублін, Ірландія                  | Килим      | Юлія Лютрова             | 6–1, 6–3      |
| Перемога  | 30 липня 2000   | ITF $25,000 | Дублін, Ірландія                  | Килим      | Марезе Жубер             | 6–2, 6–4      |
| Перемога  | 15 жовтня 2000  | ITF $25,000 | Велін, Велика Британія            | Тверде     | Антонелла Серра-Дзанетті | 4–2, 4–2, 4–1 |
| Поразка   | 15 липня 2001   | ITF $25,000 | Філікстоу, Велика Британія        | Трава      | Роберта Вінчі            | 5–7, 5–7      |

### Парний розряд (6–9)
| Фінали за категорією   |
| турніри $100,000 (0/0) |
| турніри $75,000 (0/0)  |
| турніри $50,000 (0/0)  |
| турніри $25,000 (1/2)  |
| турніри $10,000 (5/7)  |

| Фінали за покриттям |
| Тверде (2/1)        |
| Ґрунт (3/4)         |
| Трава (1/4)         |
| Килим (0/0)         |

| Результат | Дата             | Категорія   | Турнір                           | Покриття   | Partnering        | Суперниця                            | Рахунок       |
| --------- | ---------------- | ----------- | -------------------------------- | ---------- | ----------------- | ------------------------------------ | ------------- |
| Перемога  | 11 травня 1992   | ITF $10,000 | Дублін, Ірландія                 | Тверде (i) | Джулі Салмон      | Джина Ніланд Сіобан Ніколсон         | 7–5, 7–5      |
| Поразка   | 31 липня 1995    | ITF $10,000 | Ілклі, Велика Британія           | Ґрунт      | Джоан Ворд        | Джасмін Чаудурі Луїс Латімер         | 6–1, 2–6, 2–6 |
| Перемога  | 18 лютого 1996   | ITF $10,000 | Шеффілд, Велика Британія         | Тверде (i) | Джоан Ворд        | Жулі Пуллен Лорна Вудрофф            | 7–6, 6–3      |
| Поразка   | 12 травня 1996   | ITF $10,000 | Лі-он-зе-Солент, Велика Британія | Ґрунт      | Джоан Ворд        | Ширлі-Енн Сіддалл Аманда Вейнрайт    | 5–7, 1–6      |
| Поразка   | 14 липня 1996    | ITF $10,000 | Філікстоу, Велика Британія       | Ґрунт      | Ширлі-Енн Сіддалл | Суріна де Беер Катя Рубанова         | 2–6, 4–6      |
| Перемога  | 21 липня 1996    | ITF $10,000 | Фрінтон, Велика Британія         | Трава      | Ширлі-Енн Сіддалл | Емі Дженсен Аніта Курімаї            | 6–1, 6–4      |
| Поразка   | 4 серпня 1996    | ITF $10,000 | Ilkley, Велика Британія          | Трава      | Ширлі-Енн Сіддалл | Суріна де Беер Katia Roubanova       | 1–6, 7–6, 3–6 |
| Перемога  | 11 серпня 1996   | ITF $10,000 | Southsea, Велика Британія        | Трава      | Ширлі-Енн Сіддалл | Луїс Латімер Лорна Вудрофф           | 6–2, 7–6      |
| Поразка   | 4 травня 1997    | ITF $10,000 | Гатфілд, Велика Британія         | Ґрунт      | Джессіка Стек     | Ширлі-Енн Сіддалл Джоан Ворд         | 6–3, 4–6, 5–7 |
| Перемога  | 4 жовтня 1997    | ITF $10,000 | Ноттінгем, Велика Британія       | Тверде     | Джоан Ворд        | Карен Кросс Ліззі Джелфс             | 6–2, 7–6      |
| Поразка   | 11 липня 1998    | ITF $10,000 | Філікстоу, Велика Британія       | Трава      | Аманда Вейнрайт   | Ліза Макші Труді Мусгрейв            | 4–6, 6–7      |
| Поразка   | 18 липня 1998    | ITF $10,000 | Фрінтон, Велика Британія         | Трава      | Аманда Вейнрайт   | Ліззі Джелфс Марезе Жубер            | 2–6, 5–7      |
| Поразка   | 16 липня 2000    | ITF $25,000 | Філікстоу, Велика Британія       | Трава      | Наталія Єгорова   | Труді Мусгрейв Лорна Вудрофф         | 4–6, 6–3, 4–6 |
| Поразка   | 3 листопада 2002 | ITF $25,000 | Ноттінгем, Велика Британія       | Тверде     | Селіма Сфар       | Кім Грант Лілія Остерло              | 1–6, 2–6      |
| Перемога  | 20 квітня 2003   | ITF $25,000 | Біарриц, Франція                 | Ґрунт      | Селіма Сфар       | Юлія Бейгельзимер Ганна Запорожанова | 6–1, 6–1      |

## Досягнення
| W | Ф | ПФ | ЧФ | #Р | КТ | К# | DNQ | A | NH |

### Одиночний розряд
| Турнір                                 | 1993 | 1994 | 1995 | 1996 | 1997 | 1998 | 1999 | 2000 | 2001 | 2002 | 2003 | Виграшів-поразок за кар'єру |
| -------------------------------------- | ---- | ---- | ---- | ---- | ---- | ---- | ---- | ---- | ---- | ---- | ---- | --------------------------- |
| Відкритий чемпіонат Австралії з тенісу |      |      |      |      |      |      |      | К1р  | К1р  | К3р  | К1р  | 0–0                         |
| Відкритий чемпіонат Франції з тенісу   |      |      |      |      |      |      |      | К1р  | К1р  | К1р  | К1р  | 0–0                         |
| Вімблдонський турнір                   | К2р  | К1р  | К1р  | К1р  | 1р   | К1р  | 1р   | 2р   | 1р   | 1р   | 1р   | 1–6                         |
| Відкритий чемпіонат США з тенісу       |      |      |      |      | К1р  | К1р  | К1р  | К1р  | К1р  | К2р  | К1р  | 0–0                         |
| Рейтинг на кінець року                 | 405  | 373  | 349  | 331  | 179  | 225  | 168  | 185  | 200  | 203  | 258  | N/A                         |

### Парний розряд
| Турнір                                 | 1998 | 1999 | 2000 | 2001 | 2002 | 2003 | Виграшів-поразок за кар'єру |
| -------------------------------------- | ---- | ---- | ---- | ---- | ---- | ---- | --------------------------- |
| Відкритий чемпіонат Австралії з тенісу |      |      |      |      |      |      | 0–0                         |
| Відкритий чемпіонат Франції з тенісу   |      |      |      |      |      |      | 0–0                         |
| Вімблдонський турнір                   | 1р   |      |      | 1р   | 1р   | 1р   | 0–4                         |
| Відкритий чемпіонат США з тенісу       |      |      |      |      |      |      | 0–0                         |
| Рейтинг на кінець року                 | 372  | 303  | 407  | 350  | 471  | 360  | N/A                         |

### Мікст
| Турнір                                 | 2002 | 2003 | Виграшів-поразок за кар'єру |
| -------------------------------------- | ---- | ---- | --------------------------- |
| Відкритий чемпіонат Австралії з тенісу |      |      | 0–0                         |
| Відкритий чемпіонат Франції з тенісу   |      |      | 0–0                         |
| Вімблдонський турнір                   | 1р   | 1р   | 0–2                         |
| Відкритий чемпіонат США з тенісу       |      |      | 0–0                         |

### Кубок Федерації
| Зона Європа/Африка II |                  |          |                 |           |                           |                                   |                  |                           |
| Дата                  | Місце проведення | Покриття | Раунд           | Суперниці | Підсумковий рахунок матчу | Матч                              | Суперниця        | Рахунок у своєму поєдинку |
| 9–13 квітня 2002      | Преторія         | Тверде   | RR              | Мальта    | 3–0                       | Одиночний розряд                  | Rosanne Dimech   | 6–1, 6–2 (П)              |
| 9–13 квітня 2002      | Преторія         | Тверде   | RR              | Норвегія  | 3–0                       | Парний розряд (з Рейчел Вайоллет) | Aksdal/Сард      | 6–0, 6–0 (П)              |
| 9–13 квітня 2002      | Преторія         | Тверде   | PO (Підвищення) | Литва     | 2–0                       | Одиночний розряд                  | Кдіта Ляховічюте | 6–3, 6–1 (П)              |